# Kiryat Shmuel, Haifa

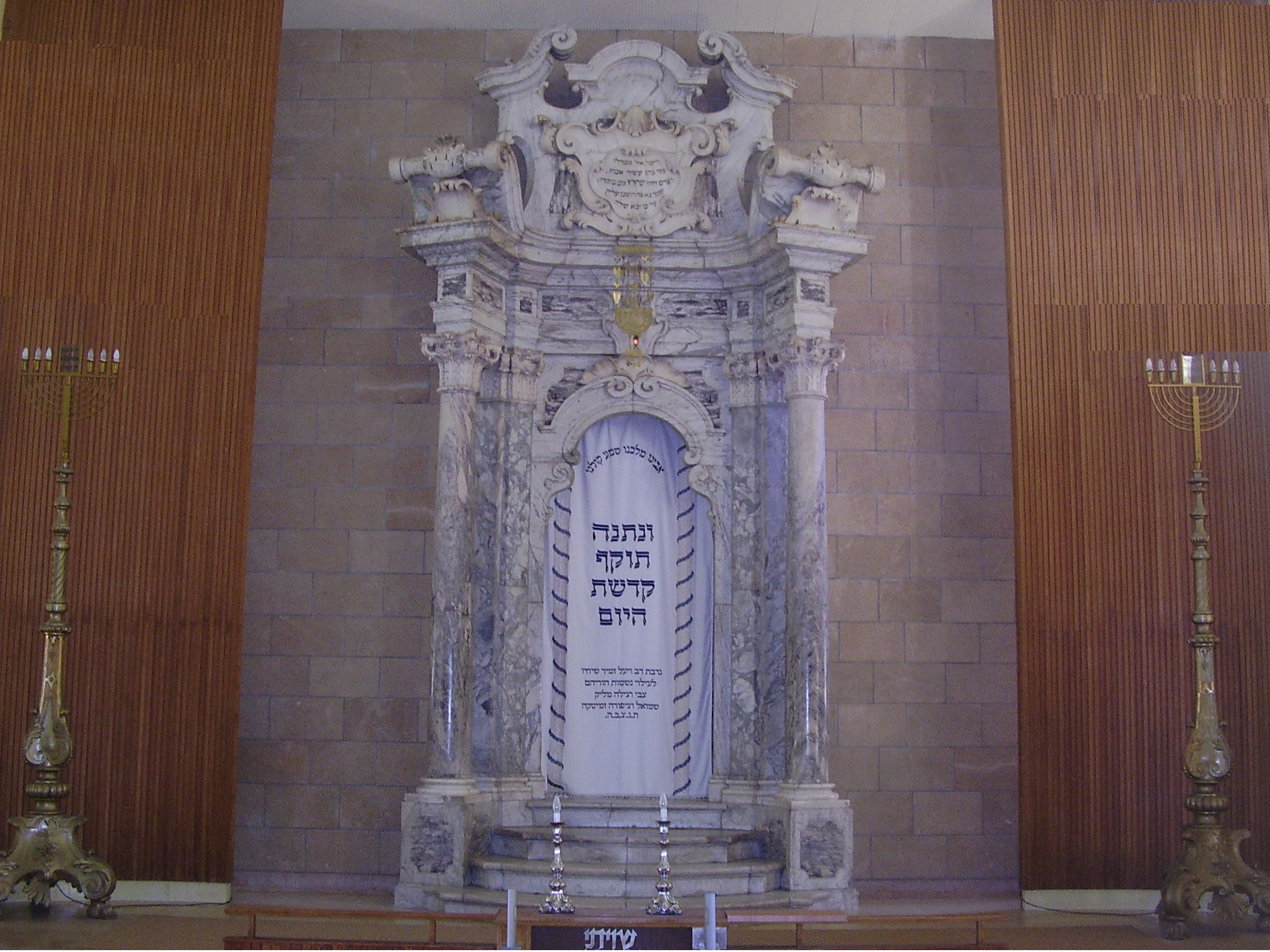
Sinagoga Central Kiryat Shmuel, Arca traída de Reggio Emilia, Italia

Kiryat Shmuel (en hebreo: קרית שמואל‎) es un barrio en el perímetro de la ciudad de Haifa en el norte de Israel. Limita con Kiryat Haim al sur y al oeste, con Kiryat Yam al oeste y con Kiryat Motzkin al este. Se encuentra aproximadamente a un kilómetro de la costa, con una estación de tren en su frontera con Kiryat Motzkin. Kiryat Shmuel tiene una población de 5.500 habitantes (2007) y está compuesta principalmente por judíos ortodoxos. El barrio lleva el nombre de Shmuel Hayim Landau, líder del movimiento Hapoel HaMizrachi.
Kiryat Shmuel fue construido sobre las arenas de la Bahía de Haifa en 1938, por miembros de Hapoel HaMizrachi que querían vivir en un pueblo de carácter religioso judío-ortodoxo. Los fundadores rechazaron una oferta para construir un pequeño barrio dentro de Kiryat Haim y optaron por iniciar una nueva ciudad. Inicialmente, Kiryat Shmuel era una entidad municipal independiente, pero en 1952 se fusionó en Haifa junto con Kiryat Haim.